# Détroit de Jacques-Cartier
Pour les articles homonymes, voir Jacques Cartier (homonymie).

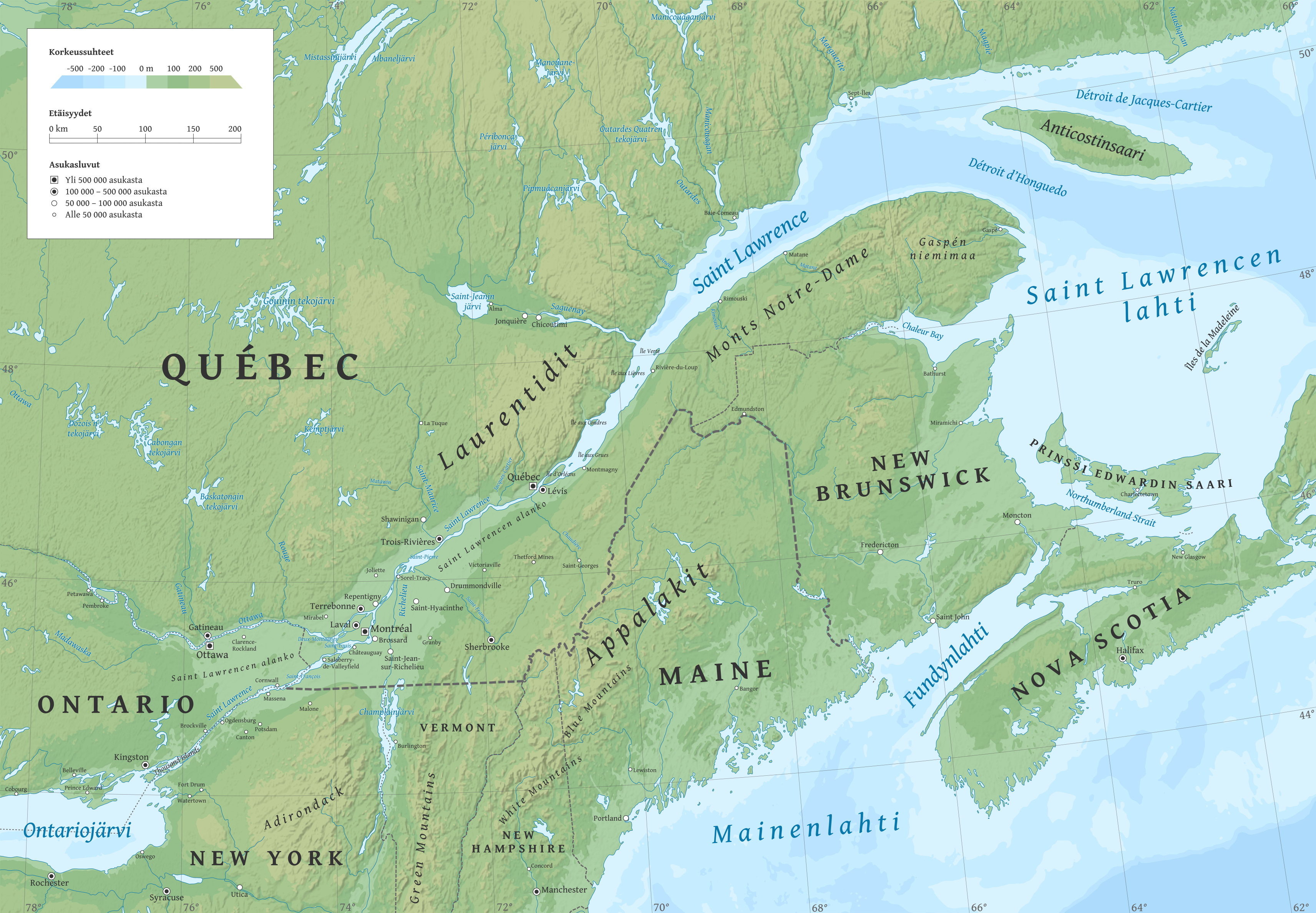
Localisation du détroit Jacques Cartier entre l'île d'Anticosti et la péninsule de Gaspé.

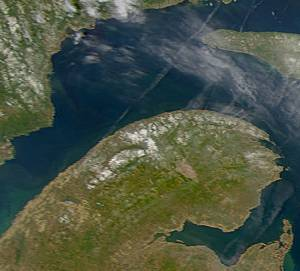
Vue satellitaire du détroit Jacques Cartier.

Le détroit de Jacques-Cartier est un passage maritime situé sur le fleuve Saint-Laurent entre l'Île d'Anticosti et la péninsule du Labrador au Québec.
Ce détroit à une longueur d'environ 35 kilomètres. Il est le pendant du détroit d'Honguedo qui sépare l'île d'Anticosti et la péninsule de Gaspé.
En 1934, la Commission de géographie du Québec a officiellement adopté le nom de Jacques Cartier pour célébrer le 400e anniversaire de l'arrivée de Jacques Cartier en Amérique du Nord.